# Monosporidium andrachnes
Monosporidium andrachnes är en svampart som beskrevs av Barclay 1888. Monosporidium andrachnes ingår i släktet Monosporidium och familjen Phakopsoraceae.   Inga underarter finns listade i Catalogue of Life.